# 2D Strike
2D Strike é um Jogo eletrônico de tiro mobile com visão de cima, lançado em 22 de outubro de 2015 por Ivan Schulz. Com mais de 1.000.000 de downloads, o jogo está disponível para ser jogado online com amigos via Wi-Fi ou offline contra bots.

O jogo oferece uma ampla variedade de armas, incluindo granadas, metralhadoras, RPGs e lança-chamas, permitindo aos jogadores enfrentar seus inimigos de diversas maneiras.
No modo multiplayer, que pode ser jogado online ou via Wi-Fi, estão disponíveis 12 modos de jogo diferentes, como Jogo em Equipe, Battle Royale, Fantasma, Defesa de Base, Captura de Bandeira, Ataque de Insetos e Infecção por Zumbis, entre outros.
Os mapas são projetados com objetos destrutíveis, proporcionando uma experiência de jogo dinâmica e interativa. Com mais de 20 tipos de armas diferentes, os jogadores também podem utilizar torres e sistemas de barricadas para fortalecer suas bases. O jogo suporta até 20 jogadores online em um único mapa, podendo acomodar até 50 jogadores no modo Battle Royale.

## Clans de 2D Strike
Em 2D Strike, os clãs são equipes competitivas criadas pela comunidade, que participam de eventos desafiadores e campeonatos estruturados. Essas competições intensas incentivam a melhoria dos jogadores, promovem um espírito de comunidade e fomentam uma competição saudável.

### Principais clans de 2D Strike

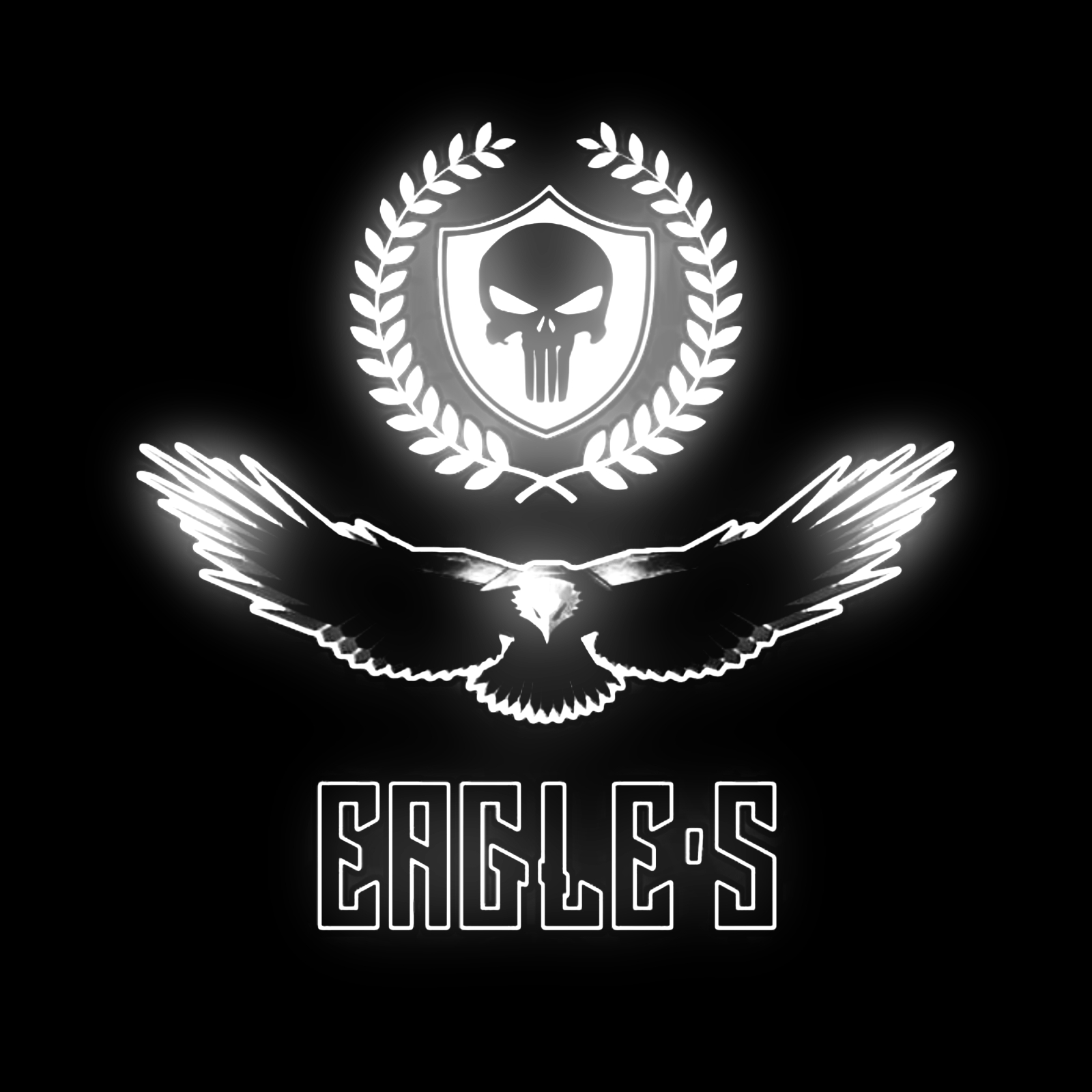

#### [Eagle's]
O clan [Eagle's], fundado em 2021 por Jonas Rodrigues: "[Eagle's] X x X". O clan rapidamente se tornou uma potência no âmbito competitivo do 2D Strike.
Logo após o seu lançamento, o clan chamou a atenção ao demonstrar uma eficiência excepcional em diversos campeonatos e X-Guildas dentro da comunidade do jogo.
Sua habilidade estratégica e agressiva, trabalho em equipe e dedicação constante ao aprimoramento levaram o clan [Eagle's] a uma ascensão meteórica, ganhando respeito e reconhecimento não apenas entre os jogadores e clans nacionais, mas também entre os internacionais.

##### Membros atuais: 19
XxX - JHN - AWM - ArT - TDK - TwO - VnC - LKZ - FZN - NiC - UFC - DoG - FRX - DDO - RoK - CPZ - NNE - BBX - DrX

## Campeonatos de 2D Strike
Os clãs em 2D Strike têm a chance de participar de diversos campeonatos organizados pela comunidade do jogo, elevando a experiência competitiva a outro nível. Aqui estão alguns dos campeonatos mais destacados:

### Liga 2D
Este campeonato foi organizado em um formato de chaves, onde ocorriam batalhas entre diferentes clans. Os principais participantes desta competição foram [Eagle's], Wolf's, SDK e RC. Ao longo das disputas, os clans competiram intensamente em várias rodadas até a definição do vencedor.
Campeão: [Eagle's]

### League & Strike
O torneio League & Strike adotou o formato battle royale, um estilo de competição onde diversos jogadores ou equipes se enfrentam até restar apenas um vencedor. Os clans principais que participaram desta edição foram [Eagle's], [Legend] e XPX. As partidas foram marcadas por estratégias complexas e confrontos emocionantes.
Campeão: [Eagle's]

### La Copa XP - 1ª Edição
Na primeira edição de La Copa XP, o campeonato foi realizado no formato battle royale e reuniu os melhores clans do cenário competitivo. Os principais participantes incluíram [Eagle's], OP, SDK, XP, SPG, DS e RC. Este torneio foi um grande evento que destacou a habilidade e a coordenação dos competidores em partidas intensas.
Campeão: [Eagle's]

### La Copa XP - 2ª Edição
A segunda edição de La Copa XP trouxe um confronto direto entre os clans [Eagle's] e XP. A competição foi estruturada em sete rounds, proporcionando uma série de batalhas estratégicas e disputadas. Este formato permitiu uma análise detalhada do desempenho de cada clan ao longo das rodadas.
Campeão: [Eagle's]

### (LCDS) 21
O torneio LCDS 21 foi organizado no formato battle royale, reunindo alguns dos melhores clans do cenário competitivo. Os participantes notáveis desta edição foram [Eagle's], [IMPERIO], FOX, SPG, SDK e $niter. As partidas foram caracterizadas por alto nível de habilidade e táticas sofisticadas, culminando em um evento memorável para todos os envolvidos.
Campeão: [Eagle's]